# Дий Бост
Демаркис (Дий) Бост е американски и български баскетболист, играещ за отбора на Галатасарай. Между 2016 и 2022 г. е национал на България.

## Кариера
Като колежанин играе в Мисисипи Булдогс като е капитан на отбора. През 2012 г. участва в драфта на НБА, но не е изтеглен. През август 2012 г. подписва с Будучност Подгорица и става шампион на Черна гора. Година по-късно подписва с Портланд Трейл Блейзърс, но остава в тима само два месеца, след което договорът е прекратен. През ноември 2013 г. става част от Айдахо Стемпид в Д-лигата. Участва в мача на звездите на първенството и е избран в третия идеален отбор на сезона. Закратко играе във венецуелския Тротамундос. На 15 август 2014 г. е привлечен в Юта Джаз, но скоро се оказва ненужен и преминава в Трабзонспор.
През сезон 2015/16 играе в полския Зельона Гура. Извежда отбора до титлата в Полша и е избран за най-полезен играч в лигата. През 2016 г. преминава в Монако, но само сезон след това е привлечен от литовския Жалгирис. След кратки престои в Страсбург и Химки отново става част от Монако през февруари 2019 г.

## Национален отбор
През 2016 г. получава българско гражданство, отхвърляйки офертата на беларуския национален отбор. С основна заслуга е за класирането на „лъвовете“ на Евробаскет 2022. В групите на турнира България печели само 1 мач, като надделява над Грузия с 92:80. Бост вкарва 33 точки и взема 12 борби в тази среща, като изравнява рекорда по най-много отбелязани тройки в един мач на европейско първенство – 9. Завършва турнира и като лидер по асистенции – 8.4 средно на мач. След края на първенството слага край на кариерата си в националния отбор.